# 交通运输地理杂志
《交通运输地理杂志》（Journal of Transport Geography），是一个同行审阅的科学季刊，由Elsevier出版，并与皇家地理学会（及英国地理学会）旗下的交通运输地理学研究协会合作。该期刊出版于1993年，内容涵盖交通运输地理学各个方面。现任主编为牛津大学的提姆·施瓦恩。期刊创始人为索尔福德大学的理查德·诺尔斯。

## 目标及范围
该杂志侧重于交通运输地理学研究，方法论和数据；覆盖面包括相关政府政策调查、基础设施、地区发展、远程通信，经济一体化（全球和区域），环境地理学、能源资源、旅行、旅游、地理信息系统和空间分析。

## 摘要及检索
该期刊被以下检索系统收录：
- 科学引文索引
- Scopus
- 社会科学引文索引
- GEOBASE
- 健康与安全科学文摘（英语：Health and Safety Science Abstracts）
- 国际土木工程文摘（英语：International Civil Engineering Abstracts）
- 海洋文摘（英语：Oceanic Abstracts）
- 风险文摘（英语：Risk Abstracts）
- TRID（英语：TRID）、TRIS、ITRD数据库

根据《期刊引证报告》，该杂志影响因子为1.942。